# Rhaphiptera seabrai
Rhaphiptera seabrai es una especie de escarabajo longicornio del género Rhaphiptera, tribu Pteropliini, subfamilia Lamiinae. Fue descrita científicamente por Fragoso & Monné en 1984.
La especie se mantiene activa durante el mes de noviembre.

## Descripción
Mide 23,5 milímetros de longitud.

## Distribución
Se distribuye por Brasil.